# アレックス・スミス
アレキサンダー・ダグラス・スミス（Alexander Douglas Smith、1984年5月7日 - ）はアメリカ合衆国ワシントン州ブレマートン出身の元アメリカンフットボール選手。現役時代のポジションはクォーターバック（QB）。2005年のNFLドラフトでは全体1位で指名された。

## 経歴

### プロ入りまで
ワシントン州ブレマートンで4兄弟の次男として生まれた後、カリフォルニア州ラメサで育った。スミスの父親はヘリックス高校の校長でスミス自身はその高校に進学した。おじはミシガン州立大学のアメリカンフットボールのコーチであった。高校2年次から先発出場し、チームは25勝1敗の成績を残した。そして、カンファレンス、郡のオールチームに選出された。1試合に6タッチダウンパスを決めた試合もあった。この高校ではレジー・ブッシュと一緒にプレーした。スミスは学業成績も優秀でGPAは4.4となり1セメスター早く大学入学資格を得て、サンディエゴ州立大学で学び始めた。わずか2年間で彼は経済学学士の学位を得た。
その後ユタ大学に入学し、先発した試合で21勝1敗の成績を残し、2003年のリバティボウル、2005年のフィエスタボウルを制した。2004年にチームを無敗に導く活躍をみせた彼はハイズマン賞の投票で4位となった。ユタ大学でも成績優秀で、GPAは3.71で2年間で経済学の学士号を取得し、ドラフト前には修士号を取得した。
NFLスカウティングコンバインでは40m走で4秒7、ベンチプレスで335ポンド、垂直跳びでは31インチ、ワンダリックテストでは50点満点中40点の好成績を残した。2005年NFLドラフトの1巡目全体1位でサンフランシスコ・フォーティナイナーズに指名されて同年7月に6年間で4950万ドルの契約を結び入団した。なお2005年のNBAドラフトでもユタ大学のアンドリュー・ボーガットが全体1位で指名された。同じ大学からNFLとNBAでドラフト全体1位指名がされたのは史上初であった。

#### 大学時代の通算成績
| 年度 | チーム | 試合 | パス      | パス      | パス      | パス        | パス | パス | ラン      | ラン        | ラン |
| 年度 | チーム | 出場 | 成功 回数 | 試投 回数 | 成功 確率 | 獲得 ヤード | TD   | Int  | 試行 回数 | 獲得 ヤード | TD   |
| ---- | ------ | ---- | --------- | --------- | --------- | ----------- | ---- | ---- | --------- | ----------- | ---- |
| 2002 | ユタ   | 2    | 2         | 4         | 50.0      | 4           | 0    | 1    | 2         | −11         | 0    |
| 2003 | ユタ   | 11   | 173       | 266       | 65.0      | 2,247       | 15   | 3    | 149       | 452         | 5    |
| 2004 | ユタ   | 12   | 214       | 317       | 67.5      | 2,952       | 32   | 4    | 135       | 631         | 10   |
| 計   | 計     | 25   | 389       | 587       | 66.3      | 5,203       | 47   | 8    | 286       | 1,072       | 15   |

### サンフランシスコ・フォーティナイナーズ
ルーキーシーズンの2005年は9試合に出場、1タッチダウン11インターセプトと散々な成績に終わりシーズン中盤からマイク・ノーランヘッドコーチによって彼は先発QBから外された。
2006年、チームのオフェンスコーディネーターにノーブ・ターナーが就任した。チームのオフェンスは強化されドラフト1巡目でメリーランド大学のタイトエンド、バーノン・デービスを獲得、ランニングバックのケバン・バーローをニューヨーク・ジェッツに放出、フランク・ゴアを起用するようになった。オフシーズンに新しいオフェンスコーディネーター、ワイドレシーバー、タイトエンドとの練習を積んだ彼はシーズン開幕後の3試合で3タッチダウン、インターセプト0、814ヤード獲得という目覚しい改善を見せた。カンザスシティ・チーフス戦に続くオークランド・レイダース戦でプロ入り後初の1試合3タッチダウンパスを成功させた。しかし続く5試合では平均153ヤードしか獲得できず6タッチダウン、9インターセプトと不調に終わった。彼の成績は不振だったもののチームは11月に3連勝を果たした。11月5日のミネソタ・バイキングスとの試合で彼は初めてジョー・モンタナと会った。チームがモンタナ現役当時の1989年のジャージを着てプレーしたこの試合では9-3と番狂わせでチームは勝利した。シアトル・シーホークス戦では第4Qに3-7とリードされたところから2タッチダウンパス、1タッチダウンランを決めて勝利した。シーズン最終週にはプレーオフへの望みをつないでいたデンバー・ブロンコスと敵地インベスコ・フィールド・アット・マイル・ハイで対戦、彼は194ヤード、1タッチダウンパスをあげる活躍でチームは勝利、ブロンコスをプレーオフ争いから脱落させた。全16試合に先発出場した彼は2,890ヤードを獲得、16タッチダウン、16インターセプトの成績を残しチームも7勝9敗とプレーオフに後一歩のところまで行った。
2007年、ノーブ・ターナーがサンディエゴ・チャージャーズのヘッドコーチに就任したため、ジム・ホストラーの下で新しい攻撃システムを学ぶこととなった。彼の攻撃システムはターナーのものと2005年にウェストコーストオフェンスを用いたマイク・マッカーシーのシステムをミックスしたようなものであった。オフシーズンの補強でチームにはワイドレシーバーのダレル・ジャクソン、アシュリー・レリー、ルーキーのジェイソン・ヒルが加わった。
開幕第1週のマンデーナイトフットボールでは残り2分を切ったところから、スクランブルで25ヤード走るプレイなどを見せて逆転勝利を演出した。9月30日に行われたシアトル・シーホークス戦でシーホークスのディフェンスタックル、ロッキー・バーナードにサックされた際に右肩を負傷して退場した。この負傷で3試合を欠場し10月28日の試合で復帰した。しかしリーグのQBのパス成功率が平均60%ぐらいなところ、スミスのパス成功率は50%を下回り、QBレーティングは57.2となり彼より低いのはわずか1人、チームも11月25日まで勝ち星から遠ざかった。このためノーランヘッドコーチは11月12日の敗戦後、彼を先発から外しトレント・ディルファーを先発させた。12月11日には彼は故障者リストに入れられシーズンを終えた。
2008年のトレーニングキャンプで彼はショーン・ヒル、J・T・オサリバンと先発QBの座を争った。ジム・ホストラーオフェンスコーディネーターは解任されており、デトロイト・ライオンズやセントルイス・ラムズでオフェンスコーディネーターやヘッドコーチを務めたマイク・マーツが新しいオフェンスコーディネーターに就任しており、彼にとっては4年目で4人目となるコーディネーターであった。過去3年間と大きく攻撃システムに変更がされておりライオンズ時代に控えQBとしてマーツのシステムに精通していたオサリバンの方がプレシーズンゲームで好成績をあげて先発QBに指名された。この決定を聞いた元NFLヘッドコーチのジム・E・モーラはスミスをバスト（期待はずれ）と呼び、フォーティナイナーズは2005年のドラフト全体1位で彼を指名するべきではなかったと評した。9月10日に彼は故障者リスト入りし肩の再手術を受けることとなった。サラリーキャップの問題もありフォーティナイナーズGMのスコット・マクルーハンは彼を2009年シーズン開幕前に解雇したいことを明らかにしたが10月21日にマイク・ノーランヘッドコーチを解任した後、チームはスミスに契約見直しをさせたい意向を示した。2009年3月スミスとチームは合意に達し彼はチームに残留することとなった。

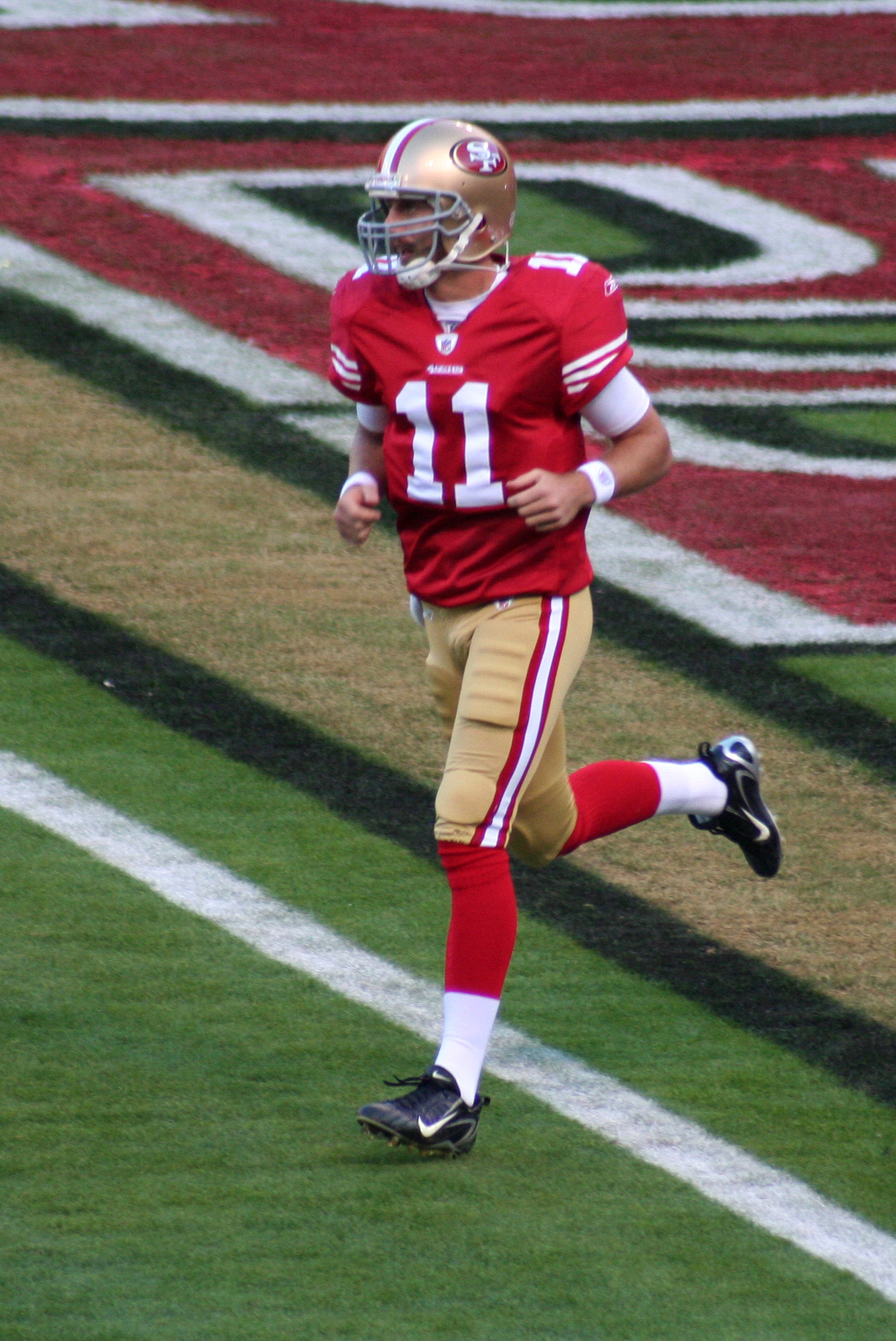
2009年

2009年の先発QB争いでもヒルに敗れたが第7週の試合、0-21とリードされた第3Qに交代出場を果たし3タッチダウンパスを成功し21-24と惜しくも勝利を逃す活躍を見せた。10月26日の記者会見でマイク・シングレタリーヘッドコーチから次週からの先発QBとなることが発表された。
2010年は第7週のカロライナ・パンサーズ戦で肩を痛めた後、トロイ・スミスに5試合先発QBの座を奪われ、11試合の出場でパス2370ヤード獲得、14タッチダウン、10インターセプト、QBレイティング82.1の成績を残した。
2011年、ロックアウト中に49ersの合同練習を主催した。7月29日、チームと1年490万ドルの契約延長を果たした。ドラフト2巡ルーキーのコリン・キャパニックと先発QBを争った結果、開幕先発QBに指名された。この年スミスは、3150ヤードを投げて17TD、5INTと堅実なプレーを見せて、13勝3敗での地区優勝に貢献した。またレギュラーシーズンの第4Qに5回逆転ドライブを達成している。ニューオーリンズ・セインツとのディビジョナルプレーオフでは残り2分あまりでの27ヤードのTDラン、残り9秒でのバーノン・デービスへの14ヤードのTDパスを決めて、36-32での勝利に貢献した。NFCチャンピオンシップゲームでニューヨーク・ジャイアンツに敗れスーパーボウル出場は後一歩のところで実現しなかった。第46回スーパーボウル直前にスーパーボウル開催地インディアナポリスで行われた「プレイ60」（ミシェル・オバマとNFLが取り組んでいる子供の肥満問題を解決しようとするプロジェクト）のイベントにコルツのドワイト・フリーニーと共に登場した。
2012年の第3週の途中までパス249回連続でインターセプトなしのナイナーズ記録を作っている。第5週のバッファロー・ビルズ戦ではパスで303ヤード、3TD、チームオフェンスで621ヤードというチーム記録となるオフェンスを展開した。第6週のニューヨーク・ジャイアンツ戦では3インターセプトを喫し敗れた。第8週のアリゾナ・カージナルス戦ではパス19回中18回成功、232ヤードを獲得、3TD、0INTでレイティング157.1と大活躍し、NFC週間MVP攻撃部門に選ばれた。パス失敗1回、パス成功率94.7%はいずれもNFL記録であった。第10週のセントルイス・ラムズ戦の第2Q、TDパスを決めたプレーで脳震盪を起こし負傷退場、コリン・キャパニックが交代出場したが、試合は24-24の引き分けに終わった。
翌週のシカゴ・ベアーズは怪我のため欠場、先発したキャパニックは、パス23回中16回成功、243ヤード、2TDをあげて、チームは32-7で勝利した。スミスは怪我から回復したが、ハーボーヘッドコーチがキャパニックを先発で起用し続けたため論争が起こった。スミスは、QBレイティングでNFL3位の104.1、パス成功率でNFLトップの70%、ハーボーヘッドコーチが就任してから先発で19勝5敗1分の成績をあげており、一方キャパニックはスクランブル能力や強肩を持っていた。チームはこの年第47回スーパーボウルまで勝ち上がったが、彼の出番はなかった。
この年、パス218本中153本成功（パス成功率70.2%）、1,737ヤード、13TD、5インターセプト、QBレイティング104.1の成績を残し、彼が先発した試合ではチームは6勝2敗1分であった。

### カンザスシティ・チーフス

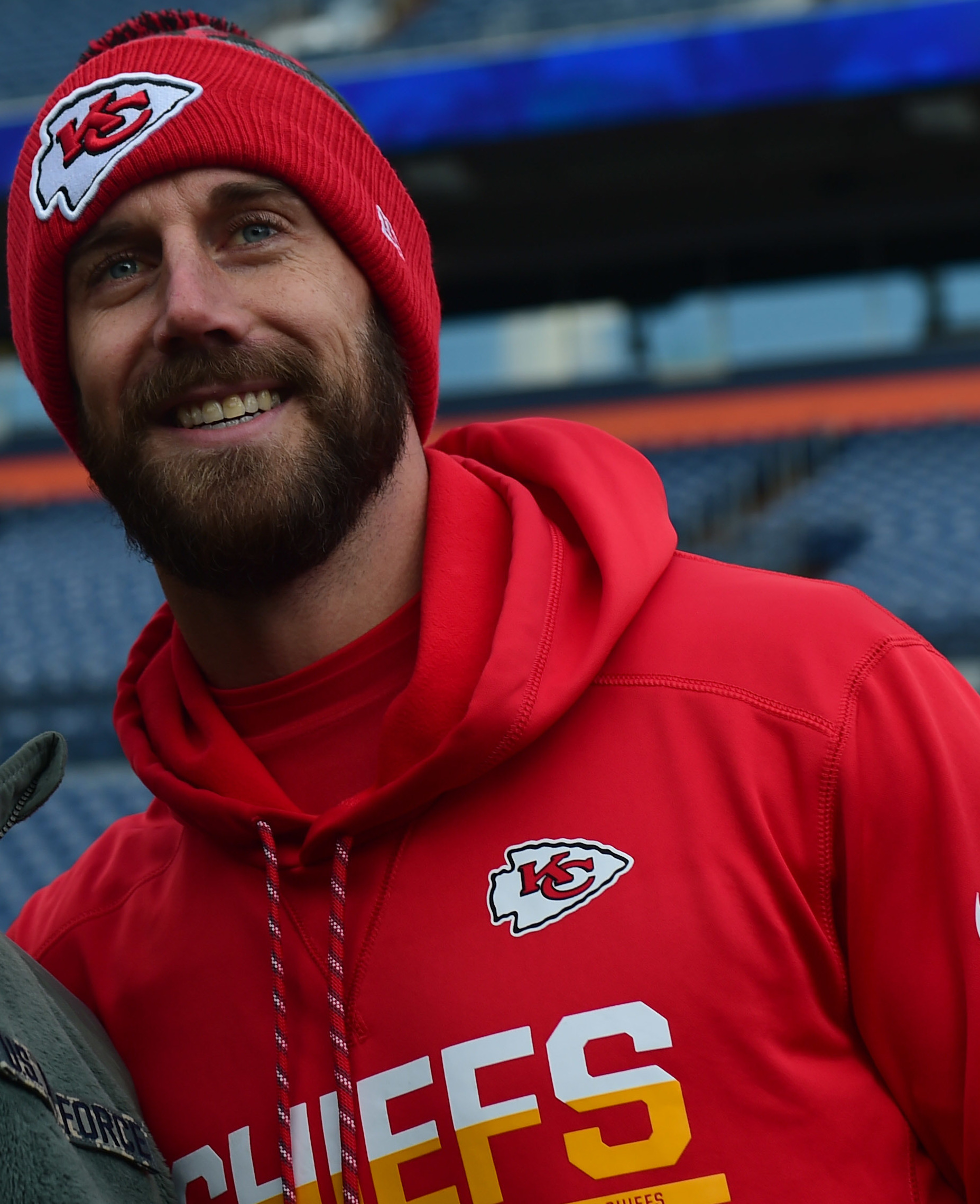
チーフス時代（2016年）

2013年3月、その年のドラフト2巡指名権及び2014年のドラフト指名権とのトレードでカンザスシティ・チーフスへ移籍した。この年開幕からの9連勝に貢献、第15週のオークランド・レイダース戦ではパス20回中17回成功、ジャマール・チャールズへの4TDパスを含む5TDパスをあげて、前年2勝だったチームは11勝目をあげて、プレーオフ出場を決めた。この年15試合に出場し、3,313ヤード、28TD、QBレイティング89.1の成績を残した。インディアナポリス・コルツとのプレーオフでは試合には敗れたもののパスで378ヤードを獲得、4TD、インターセプト0の活躍を見せた。
この年初めてプロボウルに選出された。
2014年8月31日に新たに4年契約を結んだ。このシーズンは15試合に出場し、パス成功率65.3%、パス獲得ヤードは3,265ヤード、18タッチダウンを挙げ、許したインターセプトは6つであった。
2015年シーズンは3,486パスヤード獲得、20タッチダウン、被7インターセプトでパス成功率は65.3%、レーティングは95.4であった。このシーズンはポストシーズンにも進出し、ワイルドカードラウンドでヒューストン・テキサンズに30-0で勝利するも、ディビジョナルラウンドでニューイングランド・ペイトリオッツに敗れた。
2016年シーズンはパス獲得ヤード3,502ヤード、328回のパス成功でいずれもキャリアハイであった。さらにタッチダウンランを5つ記録した。
2017年シーズン、開幕戦のニューイングランド・ペイトリオッツ戦ではパス368ヤード、4タッチダウンを挙げ42–27での勝利に貢献した。
この活躍によってAFCの週間MVPに選ばれた。
このシーズンは昨年を上回り、リーグ全体で8位となる4,042パス獲得ヤード、キャリアハイとなる26タッチダウン、5被インターセプト、レーティング104.7の成績でプロボウルに選出された。

### ワシントン・レッドスキンズ/フットボールチーム

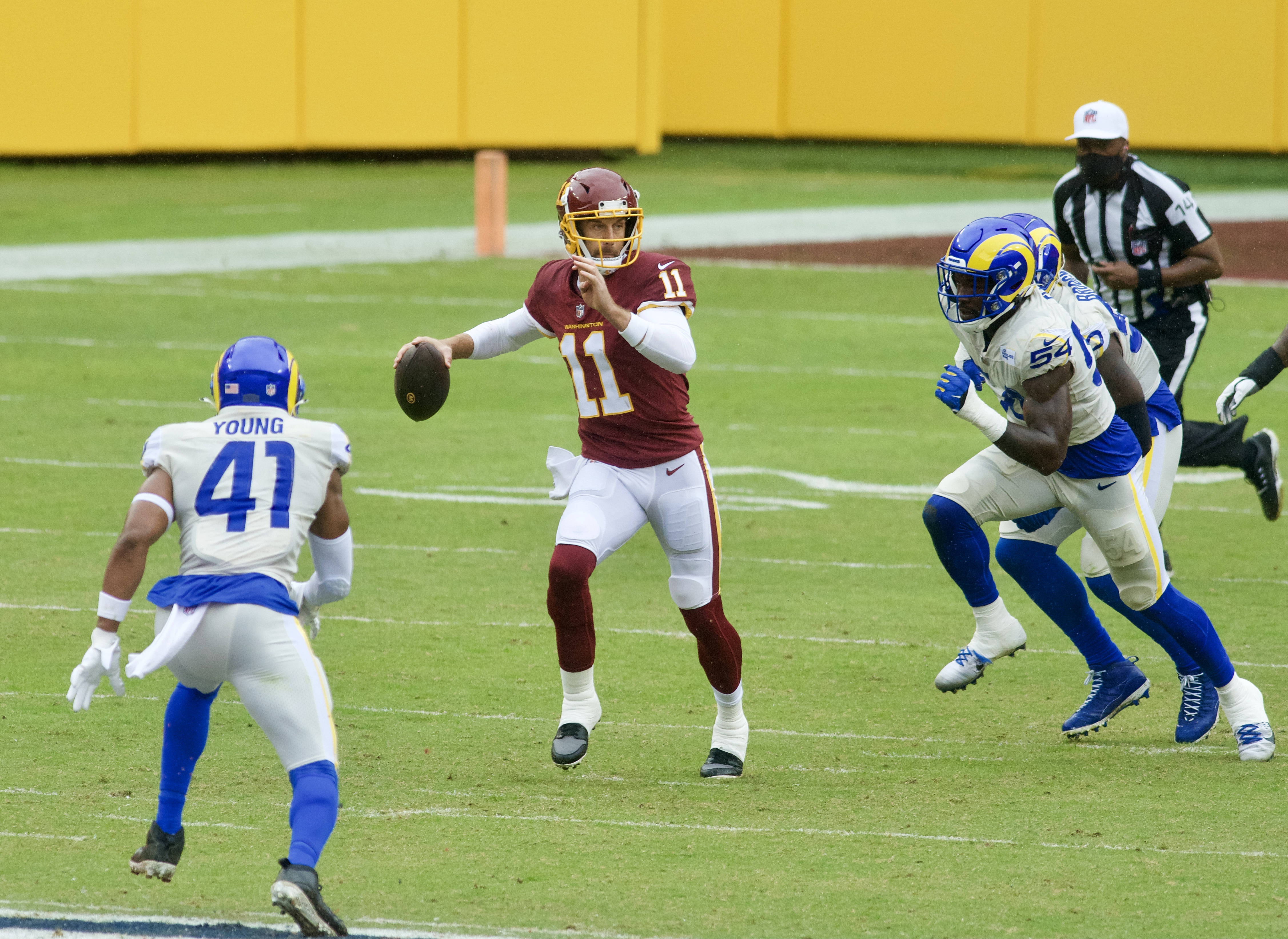
大怪我から復活したスミス（2020年）

2018年1月30日、その年のドラフト3巡指名権及びコーナーバックのケンドール・フラーとのトレードでワシントン・レッドスキンズ（現：ワシントン・コマンダース）へ移籍した 
。チーフスはそれまでレギュラーとして活躍していたスミスを放出し、当時2年目であったパトリック・マホームズを正QBに据えた。新天地でもエースQBとして期待通りの活躍を見せ、第10週時点でチームを6勝3敗の地区首位に導いていた。しかし第11週のヒューストン・テキサンズ戦の試合中にサックを浴びた際、右脚の脛骨と腓骨を複雑骨折。そのままシーズンを終えることとなった。チームはスミス離脱後、わずか1勝しか挙げられず7勝9敗の地区3位に終わった。
この怪我により手術を受けたが、術後にバクテリアによる感染症である壊死性筋膜炎を患い、敗血症まで引き起こしたため戦列復帰どころか一時は生命の危機に瀕していた。2019年での復帰は叶わずシーズン全試合を欠場することとなったが、17回にも及ぶ手術と懸命のリハビリにより戦列復帰し、2020年8月25日にアクティブ登録を果たした。
迎えた2020年10月11日のシーズン第5週、対ロサンゼルス・ラムズ戦で先発QBのカイル・アレンの救援として実に2シーズンぶりの試合出場を果たした。この復帰に際し、友人であるバラク・オバマ元大統領からもメッセージを送られるなど、多方面から祝福を受けることとなった。QB不足のチーム事情も相まって、その後先発復帰を果たす。14週目のサンフランシスコ・フォーティナイナーズ戦で試合中に右脹脛が攣ったことにより、途中退場し、その後2試合を欠場した。17週目のフィラデルフィア・イーグルス戦で先発復帰し、2回のタッチダウンパスなどにより20-14で勝利。チームを地区優勝に導いた。しかし、脹脛の痛みが長引いたことから、プレーオフは欠場した。このシーズン、NFLカムバック賞を受賞した。
2021年4月19日、引退を発表した。

## 人物

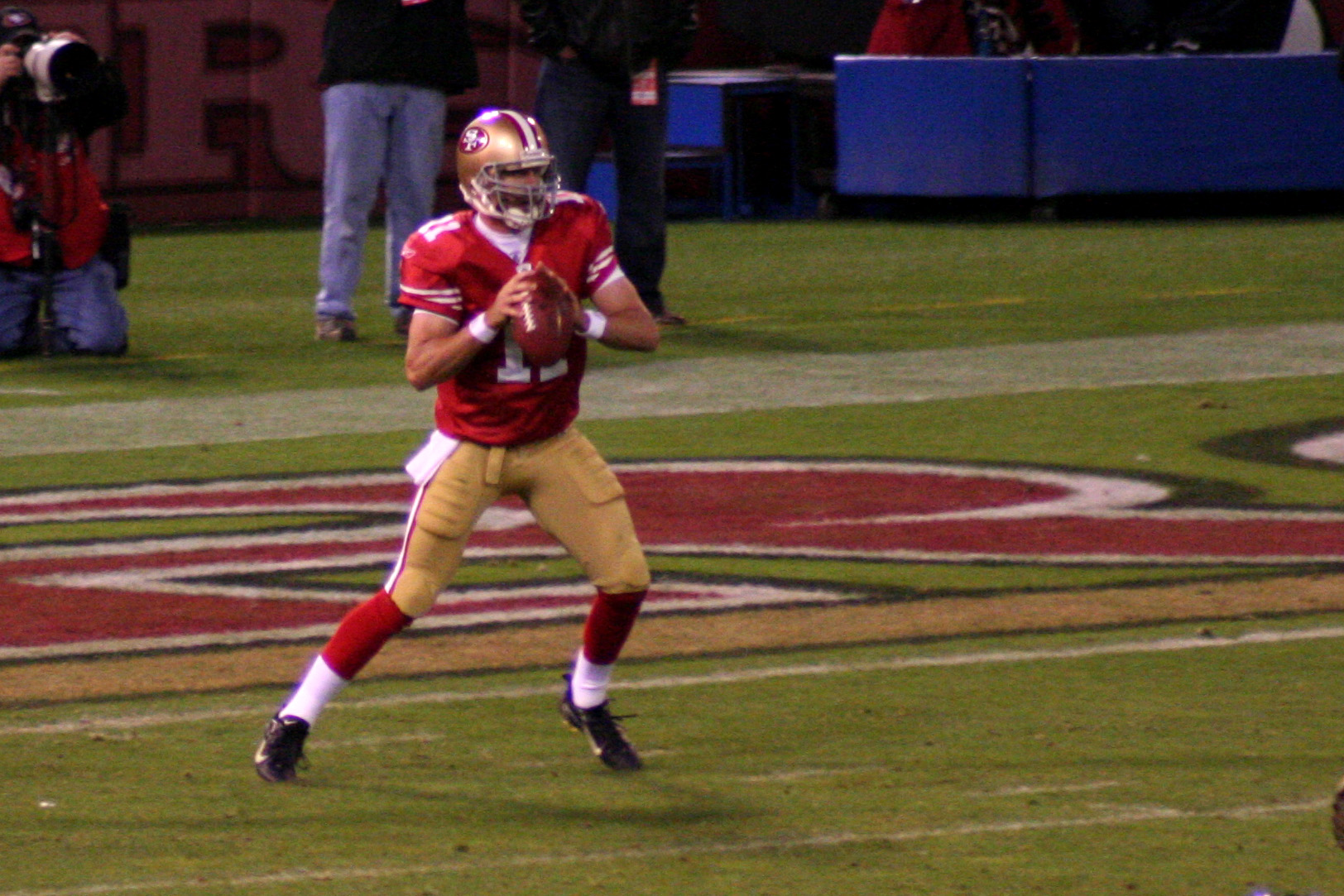
2009年のシカゴ・ベアーズ戦でドロップバックしたスミス

スミスの曾祖父はセルビア系オーストリア人の移民で、12歳のときにオーストリア＝ハンガリー帝国からアメリカに移住した。曾祖父を称えるため、父、兄、スミスはそれぞれ、セルビア十字のタトゥーを入れている。 叔父のジョン・L・スミスは、2018年までカレッジフットボールのヘッドコーチを務めており、従兄弟のクリス・シェルトンはデトロイト・タイガースなどに所属した元メジャーリーガーである。2014年、スミスはユタ大学から人文科学名誉博士号を授与され、卒業式のスピーチも行った。2009年に元オークランド・レイダースのチアリーダーのエリザベス・バリーと結婚した。現在、2人の息子と1人の娘がいる。
2007年、スミスはアレックス・スミス財団とアレックス・スミス・ガーディアン・スカラーズプログラムを設立した。スミスは、このプログラムを50万ドルで開始し、現在もこの慈善活動の大部分を個人で出資している。ボストン・グローブ紙は、スミス財団を、資金を適切に配分したモデルチャリティとして取り上げ、2008年から2010年にかけて80万ドル以上の資金を集め、その91％を奨学金や助成金に費やしたと報道した。
2005年の入団から2011年までの7年間で7人の異なるオフェンスコーディネーター（マイク・マッカーシー、ノーブ・ターナー、ジム・ホストラー、マイク・マーツ、ジミー・レイ、マイク・ジョンソン、グレッグ・ローマン）の指導を受けている。
2011年、ロックアウト期間中、49ersがその年のドラフト2巡で指名したコリン・キャパニックを合同練習で指導した。キャパニックによると、スミスはかつてトレント・ディルファーに助けてもらったため、新人QBを助けたいと語ったという。
2011年、アレックスを頭文字にした氏名表記が「A. Smith」であることに掛けて、日本テレビの「NFL倶楽部」のインタビューアから、日本の声優・阿澄佳奈のキャッチフレーズ「イエス！アスミス！」を言ってくれるように依頼され、実際に行った。このことがインターネットで話題となり、Twitterなどで彼や49ersの試合を話題にするとき、「イエスアスミス」と発言したり、ハッシュタグ「#イエスアスミス」が付加されたりすることが頻発した。

## 詳細情報

### 年度別成績

#### レギュラーシーズン
| 年度      | チーム    | 背 番 号  | 試合                 | 試合                 | パス                 | パス                 | パス                 | パス                 | パス                 | パス                 | パス                 | パス                 | ラン                 | ラン                 | ラン                 | ラン                 | 記録                 |
| 年度      | チーム    | 背 番 号  | 出場                 | 先発                 | 成功 回数            | 試投 回数            | 成功 確率            | 獲得 ヤード          | 平均 獲得 ヤード     | TD                   | Int                  | レイテ ィング        | 試行 回数            | 獲得 ヤード          | 平均 獲得 ヤード     | TD                   | 先発出場 試合勝敗    |
| --------- | --------- | --------- | -------------------- | -------------------- | -------------------- | -------------------- | -------------------- | -------------------- | -------------------- | -------------------- | -------------------- | -------------------- | -------------------- | -------------------- | -------------------- | -------------------- | -------------------- |
| 2005      | SF        | 11        | 9                    | 7                    | 84                   | 165                  | 50.9                 | 875                  | 5.3                  | 1                    | 11                   | 40.8                 | 30                   | 103                  | 3.4                  | 0                    | 2–5                  |
| 2006      | SF        | 11        | 16                   | 16                   | 257                  | 442                  | 58.1                 | 2,890                | 6.5                  | 16                   | 16                   | 74.8                 | 44                   | 147                  | 3.3                  | 2                    | 7–9                  |
| 2007      | SF        | 11        | 7                    | 7                    | 94                   | 193                  | 48.7                 | 914                  | 4.7                  | 2                    | 4                    | 57.2                 | 13                   | 89                   | 6.8                  | 0                    | 2–5                  |
| 2008      | SF        | 11        | ケガのためプレーせず | ケガのためプレーせず | ケガのためプレーせず | ケガのためプレーせず | ケガのためプレーせず | ケガのためプレーせず | ケガのためプレーせず | ケガのためプレーせず | ケガのためプレーせず | ケガのためプレーせず | ケガのためプレーせず | ケガのためプレーせず | ケガのためプレーせず | ケガのためプレーせず | ケガのためプレーせず |
| 2009      | SF        | 11        | 11                   | 10                   | 225                  | 372                  | 60.5                 | 2,350                | 6.3                  | 18                   | 12                   | 81.5                 | 24                   | 51                   | 2.1                  | 0                    | 5–5                  |
| 2010      | SF        | 11        | 11                   | 10                   | 204                  | 342                  | 59.6                 | 2,370                | 6.9                  | 14                   | 10                   | 82.1                 | 18                   | 60                   | 3.3                  | 0                    | 3–7                  |
| 2011      | SF        | 11        | 16                   | 16                   | 273                  | 445                  | 61.3                 | 3,144                | 7.1                  | 17                   | 5                    | 90.7                 | 52                   | 179                  | 3.4                  | 2                    | 13–3                 |
| 2012      | SF        | 11        | 10                   | 9                    | 153                  | 218                  | 70.2                 | 1,737                | 8.0                  | 13                   | 5                    | 104.1                | 31                   | 132                  | 4.3                  | 0                    | 6–2–1                |
| 2013      | KC        | 11        | 15                   | 15                   | 308                  | 508                  | 60.6                 | 3,313                | 6.5                  | 23                   | 7                    | 89.1                 | 76                   | 431                  | 5.7                  | 1                    | 11–4                 |
| 2014      | KC        | 11        | 15                   | 15                   | 303                  | 464                  | 65.3                 | 3,265                | 7.0                  | 18                   | 7                    | 93.4                 | 49                   | 254                  | 5.2                  | 1                    | 8–7                  |
| 2015      | KC        | 11        | 16                   | 16                   | 307                  | 470                  | 65.3                 | 3,486                | 7.4                  | 20                   | 7                    | 95.4                 | 84                   | 498                  | 5.9                  | 2                    | 11–5                 |
| 2016      | KC        | 11        | 15                   | 15                   | 328                  | 489                  | 67.1                 | 3,502                | 7.2                  | 15                   | 8                    | 91.2                 | 48                   | 134                  | 2.8                  | 5                    | 11–4                 |
| 2017      | KC        | 11        | 15                   | 15                   | 341                  | 505                  | 67.5                 | 4,042                | 8.0                  | 26                   | 5                    | 104.7                | 60                   | 355                  | 5.9                  | 1                    | 9–6                  |
| 2018      | WAS       | 11        | 10                   | 10                   | 205                  | 328                  | 62.5                 | 2,180                | 6.6                  | 10                   | 5                    | 85.7                 | 41                   | 168                  | 4.1                  | 1                    | 6–4                  |
| 2019      | WAS       | 11        | ケガのためプレーせず | ケガのためプレーせず | ケガのためプレーせず | ケガのためプレーせず | ケガのためプレーせず | ケガのためプレーせず | ケガのためプレーせず | ケガのためプレーせず | ケガのためプレーせず | ケガのためプレーせず | ケガのためプレーせず | ケガのためプレーせず | ケガのためプレーせず | ケガのためプレーせず | ケガのためプレーせず |
| 2020      | WAS       | 11        | 8                    | 6                    | 167                  | 252                  | 66.7                 | 1,582                | 6.3                  | 6                    | 8                    | 78.5                 | 10                   | 3                    | 0.3                  | 0                    | 5–1                  |
| NFL：15年 | NFL：15年 | NFL：15年 | 174                  | 167                  | 3,250                | 5,193                | 62.6                 | 35,650               | 6.9                  | 199                  | 109                  | 86.9                 | 580                  | 2,604                | 4.5                  | 15                   | 99–67–1              |

- 2020年度シーズン終了時
- 太字は自身最高記録
- ■はリーグ最高記録

#### プレーオフ
| 年度 | チーム | 試合                 | 試合                 | パス                 | パス                 | パス                 | パス                 | パス                 | パス                 | パス                 | パス                 | ラン                 | ラン                 | ラン                 | ラン                 | 記録                 |
| 年度 | チーム | 出場                 | 先発                 | 成功 回数            | 試投 回数            | 成功 確率            | 獲得 ヤード          | 平均 獲得 ヤード     | TD                   | Int                  | レイテ ィング        | 試行 回数            | 獲得 ヤード          | 平均 獲得 ヤード     | TD                   | 先発出場 試合勝敗    |
| ---- | ------ | -------------------- | -------------------- | -------------------- | -------------------- | -------------------- | -------------------- | -------------------- | -------------------- | -------------------- | -------------------- | -------------------- | -------------------- | -------------------- | -------------------- | -------------------- |
| 2011 | SF     | 2                    | 2                    | 36                   | 68                   | 52.9                 | 495                  | 7.3                  | 5                    | 0                    | 101.0                | 7                    | 70                   | 10.0                 | 1                    | 1–1                  |
| 2013 | KC     | 1                    | 1                    | 30                   | 46                   | 65.2                 | 378                  | 8.2                  | 4                    | 0                    | 119.7                | 8                    | 57                   | 7.2                  | 0                    | 0–1                  |
| 2015 | KC     | 2                    | 2                    | 46                   | 72                   | 63.9                 | 436                  | 6.1                  | 2                    | 1                    | 84.0                 | 14                   | 71                   | 5.0                  | 0                    | 1–1                  |
| 2016 | KC     | 1                    | 1                    | 20                   | 34                   | 58.8                 | 172                  | 5.1                  | 1                    | 1                    | 69.7                 | 2                    | 9                    | 4.5                  | 0                    | 0–1                  |
| 2017 | KC     | 1                    | 1                    | 24                   | 33                   | 72.7                 | 264                  | 8.0                  | 2                    | 0                    | 116.2                | 4                    | 13                   | 3.6                  | 0                    | 0–1                  |
| 2020 | WAS    | ケガのためプレーせず | ケガのためプレーせず | ケガのためプレーせず | ケガのためプレーせず | ケガのためプレーせず | ケガのためプレーせず | ケガのためプレーせず | ケガのためプレーせず | ケガのためプレーせず | ケガのためプレーせず | ケガのためプレーせず | ケガのためプレーせず | ケガのためプレーせず | ケガのためプレーせず | ケガのためプレーせず |
| 計   | 計     | 7                    | 7                    | 156                  | 253                  | 61.7                 | 1,745                | 6.9                  | 14                   | 2                    | 97.4                 | 35                   | 220                  | 3.3                  | 1                    | 2–5                  |

- 2020年度シーズン終了時

### タイトル
- NFLカムバック賞（2020）
- プロボウル出場：3回（2013、2016、2017）
- NFLパサーレイティングリーダー（2017）
- オール・アメリカ第一チーム選出（2004）
- MWC攻撃選手賞（2004）

### NFL記録
- パスレイティング158.3（Week 15, 2013）
- シーズン開幕からインターセプトのない最多パス数：287（2017）